# ديتشي
ديتشي هي قرية تقع في إقليم أراد في رومانيا. تبعد عن أراد 100 كم.

## السكان
حسب إحصائيات 2002 بلغ عدد سكان القرية 1,754 نسمة.